# Plectrocnemia lacuna
Plectrocnemia lacuna là một loài Trichoptera trong họ Polycentropodidae. Chúng phân bố ở miền Australasia.